# Fort Gwalior
Fort Gwalior – starożytny fort położony w Gwalijar w stanie Madhya Pradesh, Indie. Dokładna data jego budowy nie jest znana. Istniał co najmniej w X wieku, a według inskrypcji znalezionych wewnątrz budowli mógł zostać zbudowany nawet na początku VI wieku, a według innych źródeł w V wieku. Fort ponad 20 razy zmieniał właścicieli i był wielokrotnie oblegany, w tym 3 razy przez wojska Imperium Brytyjskiego. Jego fortyfikacje były kilkakrotnie odbudowywane i obecnie można zobaczyć umocnienia pochodzące z od X wieku do XVII wieku.
Na terenie twierdzy odkryto najstarszą, datowaną na V wiek, inskrypcje zawierająca zapis arytmetycznego zera.

## Historia
Historia fortu sięga prawdopodobnie nawet V wieku. Stara nazwa wzgórza, na którym znajduje się fort, zapisana w starożytnych inskrypcjach sanskryckich, to Gopagiri. Fort był zajmowany przez Guptów, Hunów, Pratiharów, Radźputów, Pasztunów, Mogołowie i Anglicy.

## Architektura

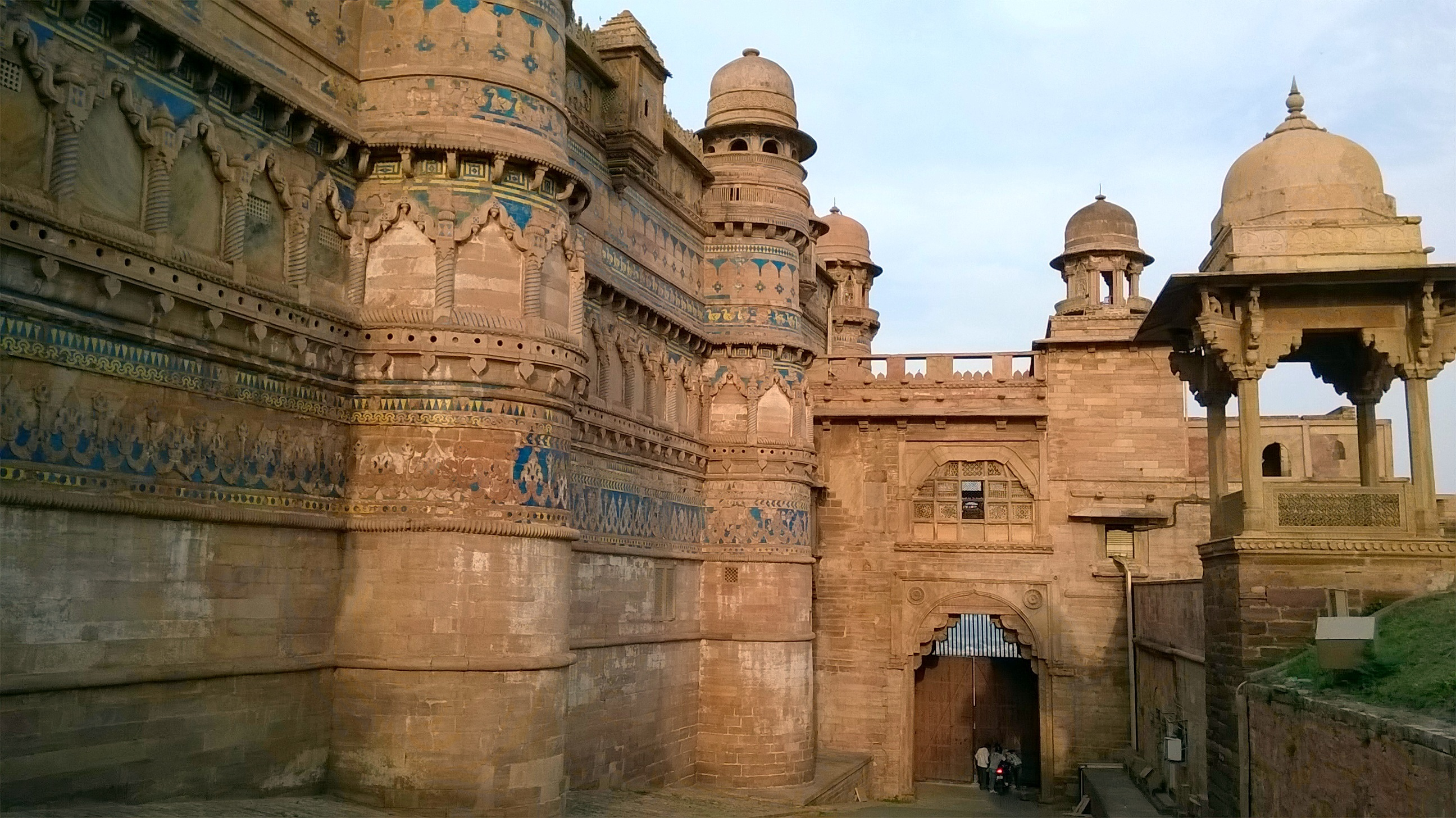
Brama Ganesa

Fort posiada trzy główne wejścia, z których za najbardziej interesujący uważany jest kompleks bram północno-wschodnich. Prowadzi do niego kręta droga, kiedyś blokowana przez siedem bram, z których pięć przetrwało do dziś. 
- Alamgiri – zbudowana w 1660 i nazwana na cześć cesarza Mogołów Aurangzeba.
- Badalgarh lub Hindola – wzniesiona pod koniec XV wieku, stanowi doskonały przykład architektury hinduskiej.
- Bhairon lub Bansor – zbudowana przez Bhairon Pala z klanu Kachhwaha, nie przetrwała do dziś.
- Ganesa – wzniesiona w połowie XV wieku w prostym stylu hinduskim.
- Lakshman – zbudowana w 970, później naprawiana, niektóre kamienie zostały odwrócone do góry nogami.
- Hathi – najpiękniejsza z bram, nazwana tak ze względu na posąg słonia (hathi) stojący kiedyś przy bramie.
- Hawa – nieistniejąca brama, której nazwę można przetłumaczyć jako Brama Wiatru.

## Zabytki

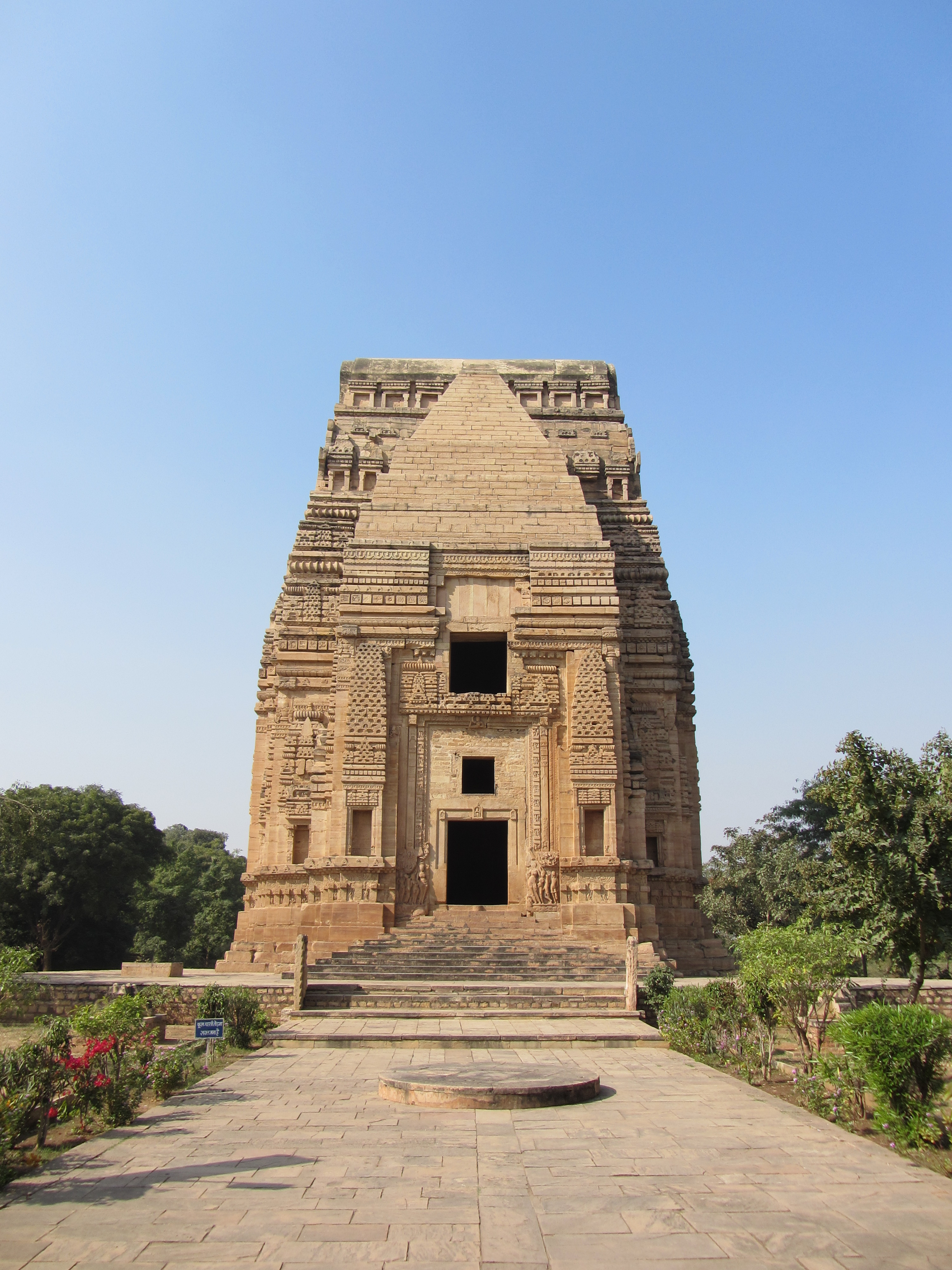
Świątynia Teli-ka-Mandir

Na terenie fortu znajdują się m.in.:
- Pałac Raja Man Singha – najbardziej znany i interesujący przykład wczesnego hinduskiego pałacu w Indiach, zbudowany w latach 1486–1516, w czasie panowania maharadży Man Singh Tomar. Wschodnia ściana pałacu, długa na 91 i wysoka na 24 metrów, jest ozdobiona mozaikami z konwencjonalnymi figurami ludzi, zwierząt i drzew. Wnętrze pałacu składa się z dwóch otwartych dziedzińców otoczonych pomieszczeniami z bogatymi zdobieniami. Uważany za najpiękniejszy zachowany zabytek świeckiej architektury Radżputów[5].
- Świątynie Sas Bahu – dwie świątynie Wisznu zbudowane na wzgórzu, ukończone w 1093.
- Teli-ka-Mandir – świątynia o wysokości 28 metrów, datowana na VIII wiek, poświęcona Śiwie.